# Rhaphium flavilabre
Rhaphium flavilabre är en tvåvingeart som beskrevs av Negrobov 1979. Rhaphium flavilabre ingår i släktet Rhaphium och familjen styltflugor. Inga underarter finns listade i Catalogue of Life.